# Geografija Mongolije
Mongolija je celinska država v Vzhodni Aziji, med Kitajsko in Rusijo. Teren je sestavljen iz gora in valovitih planot z visoko stopnjo reliefa. Skupna površina Mongolije je 1.564.116 kvadratnih kilometrov. Na splošno se kopno spušča od visokega Altaja na zahodu in severu do ravnin in kotlin na vzhodu in jugu. Vrh Khüiten v skrajnem zahodnem delu Mongolije na kitajski meji je najvišja točka (4374 m). Najnižja točka, Hoh Nuur ali jezero Huh, je na 560 m. Država ima povprečno nadmorsko višino 1580 m.
Pokrajina vključuje eno največjih sladkovodnih jezer v Aziji (jezero Khövsgöl), številna slana jezera, močvirja, peščene sipine, valovita travišča, alpske gozdove in stalne gorske ledenike. Severna in zahodna Mongolija sta seizmično aktivni območji s pogostimi potresi ter številnimi vročimi vrelci in ugaslimi vulkani. Najbližja točka države kateremu koli oceanu je približno 645 kilometrov od najvzhodnejše konice države, ki meji na severno Kitajsko z Džindžujem v provinci Liaoning na Kitajskem vzdolž obale Bohajskega morja.

## Gorske regije
Mongolija ima štiri glavna gorska območja. Najvišje je gorovje Altaj, ki se razteza čez zahodne in jugozahodne dele države po osi od severozahoda proti jugovzhodu. V gorovju je najvišji vrh države, 4374 m visok vrh Khüiten.
Gorovje Hangaj, ki se prav tako razteza od severozahoda proti jugovzhodu, zaseda velik del osrednje in severno-osrednje Mongolije. To so starejša, nižja in bolj erodirana gorovja s številnimi gozdovi in alpskimi pašniki.
Gorovje Henti, ki se razteza od severovzhoda proti jugozahodu približno 400 kilometrov, zaseda severovzhodni del osrednje Mongolije. Severni deli so pokriti s tajgo, južni pa s suho stepo. Gorovje tvori razvodje med Arktičnim oceanom (prek Bajkalskega jezera) in povodjem Tihega oceana. Med rekami, ki izvirajo v gorovju, so Onon, Kherlen, Menza in Tuul. V teh gorah je tudi glavno mesto Ulan Bator.
Gorovje Khövsgöl zavzema sever države. Razteza se od severa proti jugu in ima na splošno veliko strmih vrhov. Mlado gorovje z alpskimi značilnostmi, strmimi nakloni in ozkimi pečinami.
Velik del vzhodne Mongolije zaseda planota, najnižje območje pa je depresija, ki se razteza od jugozahoda proti severovzhodu in sega od puščave Gobi na jugu do vzhodne meje.

## Reke in jezera
Nekatere mongolske vodne poti se izlivajo v oceane, mnoge pa se končajo v endoreičnih kotlinah v puščavah in kotlinah notranje Azije. Reke so najbolj razvite na severu, glavni rečni sistem države pa je Selenga, ki se izliva preko Bajkalskega jezera v Arktični ocean. Nekateri manjši pritoki sibirske reke Jenisej, ki prav tako teče v Arktični ocean, izvirajo v gorah severozahodne Mongolije. V severovzhodni Mongoliji se reka Onon izliva v Tihi ocean preko reke Šilke v Rusiji in reke Amur (Heilong Džjang), s čimer tvori deseti najdaljši rečni sistem na svetu.
Številne reke zahodne Mongolije se izlivajo v jezerih v srednjeazijskem notranjem drenažnem bazenu, najpogosteje v depresiji Velikih jezer ali v jezeru Hulun, jezeru Ulaan ali jezeru Ulungur. Nekaj vodotokov v južni Mongoliji ne doseže morja, temveč se izliva v jezera ali puščave.
Jezero Uvs, največje mongolsko jezero po površini, je v depresiji Velikih jezer. Khövsgöl, največje mongolsko jezero po količini vode, se izliva preko reke Selenge v Arktični ocean. Hoh Nuur, eno najvzhodnejših jezer Mongolije, na nadmorski višini 557 metrov, je najnižja točka v državi. Skupaj jezera in reke Mongolije pokrivajo 10.560 kvadratnih kilometrov oziroma 0,67 % države.

## Podnebje
Mongolija ima visoko nadmorsko višino s hladnim in suhim podnebjem. Ima ekstremno celinsko podnebje z dolgimi, zelo hladnimi zimami in kratkimi poletji, v katerih pade največ padavin. Država ima povprečno 257 dni brez oblačka na leto in je običajno v središču območja visokega atmosferskega tlaka. Padavin je največ na severu, kjer pade povprečno od 200 do 350 milimetrov na leto, in najmanj na jugu, kjer pade od 100 do 200 milimetrov. Skrajni jug je puščava Gobi, kjer nekatere regije v večini let sploh ne prejmejo padavin. Ime Gobi je mongolska beseda, ki pomeni 'puščava', 'depresija', 'slano močvirje' ali 'stepa', vendar se običajno nanaša na kategorijo sušnih pašnikov z nezadostno vegetacijo za preživetje svizcev, vendar z dovolj za preživetje kamel. Mongoli ločijo Gobi od same puščave, čeprav razlika ni vedno očitna zunanjim opazovalcem, ki ne poznajo mongolske pokrajine. Pašniki Gobi so krhki in jih prekomerna paša zlahka uniči, kar povzroči širjenje prave puščave, kamnite pustinje, kjer ne morejo preživeti niti dvogrbe (baktrijske) kamele.
Povprečne temperature v večjem delu države so od novembra do marca pod lediščem, aprila in oktobra pa nad lediščem. Zimske noči lahko v večini let padejo na -40 °C. Poletne skrajnosti dosežejo celo 38 °C v južni regiji Gobi in 33 °C v Ulan Batorju. Večino Mongolije pokriva neprekinjen permafrost (ki na visokih nadmorskih višinah prehaja v neprekinjen), kar otežuje gradnjo, gradnjo cest in rudarstvo. Vse reke in sladkovodna jezera pozimi zamrznejo, manjši potoki pa običajno zamrznejo do dna. Ulan Bator leži na 1351 metrih nadmorske višine v dolini reke Tuul. Je na relativno dobro navlaženem severu in letno prejme povprečno 310 milimetrov padavin, od katerih skoraj vse padejo julija in avgusta. Ulan Bator ima povprečno letno temperaturo -2,9 °C in obdobje brez zmrzali, ki se v povprečju razteza od sredine maja do konca avgusta.
Za mongolsko vreme je značilna izjemna spremenljivost in kratkoročna nepredvidljivost poleti, večletna povprečja pa prikrivajo velika nihanja v padavinah, datumih zmrzali ter pojavnosti snežnih metežev in spomladanskih peščenih neviht. Takšno vreme predstavlja resne izzive za preživetje ljudi in živine. Uradna statistika navaja, da je manj kot 1 % države obdelovalnih površin, od 8 do 10 % gozdov, preostanek pa pašnikov ali puščav. Žito, večinoma pšenica, se goji v dolinah rečnega sistema Selenge na severu, vendar pridelki močno in nepredvidljivo nihajo zaradi količine in časa dežja ter datumov smrtnih zmrzali.

### Zud
Čeprav so zime običajno hladne in jasne ter živina lahko preživi, se živina v različnih vremenskih razmerah ne more pasti in pogine v velikem številu. Zima, v kateri se to zgodi, je znana kot zud; vzroki vključujejo snežne nevihte, sušo, ekstremni mraz in leden dež. Takšne izgube živine, ki so neizogibne in v nekem smislu normalna posledica podnebja, so otežile načrtovano povečanje števila živine.

### Sezonski snežni nevihti
V regiji se lahko pojavijo hudi snežne nevihte. Zime 1970–1971, 2000–2001, 2008–2009 in 2009–2010 so bile še posebej ostre, saj so se pojavljali izjemno hudi zudi.
Snežni metež decembra 2011 je blokiral številne ceste in ubil 16.000 glav živine in 10 ljudi. Mongolska komisija za izredne razmere je dejala, da je bila to najhladnejša zima v tridesetih letih in da bi lahko bila, tako kot prejšnja huda poletna suša, posledica globalnega segrevanja. Združeni narodi so zaradi visoke škode zagotovili veliko pomoč.
V snežnih nevihtah med 8. in 28. majem 2008 je bilo v sedmih provincah v vzhodni Mongoliji ubitih 21 ljudi, 100 drugih pa je pogrešanih. Število žrtev je do konca junija doseglo najmanj 52 ljudi in 200.000 glav živine. Večina žrtev so bili pastirji, ki so skupaj s svojo živino zmrznili. To je bil najhujši hladni sunek od ustanovitve moderne države leta 1922.
Snežne nevihte med decembrom 2009 in februarjem 2010 so prav tako ubile 8.000.000 glav živine in 60 ljudi.

## Ekoregije
- Altajski gorski gozd in gozdna stepa
- Iglasti gozdovi v gorovju Hangaj
- Selenška-Orkhonska gozdna stepa
- Sajanski gorski iglasti gozdovi
- Transbajkalski iglasti gozdovi
- Daurijska gozdna stepa
- Mongolsko-mandžurska travišča
- Altajski alpski travnik in tundra
- Alpski travnik v gorovju Hangaj
- Sajanski alpski travniki in tundra
- Polpuščava planote Alašan
- Vzhodna puščavska stepa Gobi
- Puščava Gobi
- Puščavska stepa doline jezer Gobi
- Puščavska stepa porečja Velikih jezer
- Polpuščava porečja Džungar